# Rasets de l'Osca
Els Rasets de l'Osca és un indret de la carena del Montsec d'Ares, a cavall dels termes municipals d'Àger, a la Noguera, i Castell de Mur, dins de l'antic terme de Guàrdia de Tremp, al Pallars Jussà.
Està situat a prop i al sud-est del Pas de l'Osca i a ponent del Tossal de la Cova dels Pobres, a l'extrem occidental del Serrat de Fontfreda.